# Tom Mobraaten
Tormod Knutsen „Tom“ Mobraaten (* 19. Februar 1910 in Kongsberg, Norwegen; † 10. Juni 1991) war ein kanadischer Skisportler.
Mobraaten, der als Kind mit seiner Familie von Norwegen nach Amerika auswanderte und beim Vancouver Ski Club mit dem Wintersport begann, startete für Kanada bei den Olympischen Winterspielen 1936 in Garmisch-Partenkirchen in den Disziplinen Skispringen, Skilanglauf und in der Nordischen Kombination. Im Skispringen erreichte er mit Sprüngen auf 71,5 und 66,5 Meter den 14. Platz. Im Skilanglauf über 18 Kilometer erreichte er Platz 57. In der Kombination lag er nach dem Springen auf dem sechsten Platz. Auf Grund seiner schwachen Laufleistung lag er am Ende jedoch nur auf dem 31. Gesamtplatz. Zwölf Jahre später startete Mobraaten als 37-Jähriger noch einmal im Skispringen bei den Olympischen Winterspielen 1948 in St. Moritz. Nachdem er von der Normalschanze jedoch in beiden Sprüngen stürzte, belegte er am Ende nur den 44. Platz.